# 鲜花工程
鲜花工程是以色列和伊朗在1977年7月开始共同进行的一项军事项目合作。这个项目的目的是使用以色列生产的零部件来仿制美国设计的导弹使得仿制的导弹拥有装载核弹头的能力。这个导弹使用了美制的导航系统和设备。

## 历史
1977年7月18日，伊朗方面的的哈桑·投法尼安将军（General Hassan Toufanian）出访以色列。他在在以色列会见了以色列外交部长摩西·达扬和国防部长埃泽尔·魏茨曼。会见中，双方商讨了两个国家的若干军事合作项目，其中就包括鲜花工程。
鲜花工程的主要目的是为了发展长距离天使反舰导弹和其未来的潜射版本。伊朗对于印度和巴基斯坦两国导弹和核发展的担忧也在讨论议题之内。
第二年，作为首付，伊朗向以色列提供了价值2亿8千万美元的原油。伊朗的专家开始在伊朗中南部的锡尔詹和拉夫桑詹附近建造导弹组装车间和导弹试验场。
1979年2月，穆罕默德·礼萨·巴列维的统治在伊朗伊斯兰革命中被推翻。鲜花工程也随即停止。以色列方面的技术人员和国防官员也回到了以色列。武器系统的设计图纸也通过外交渠道被运回了以色列。

## 诈骗
根据来自以色列国防部高级人士的消息，以色列与伊朗的合作其实是一个骗局。在所有的6个合作项目中，以色列都计划通过向伊朗提供过时的设备从而用伊朗方面提供的资金来建造新一代的设备给以色列使用。
在1975年至1978年间参与此项目的以色列时任国防部官员Yaakov Shapiro回忆道：在伊朗，他们对待我们像对待国王一样。两国之间的合作规模十分巨大。没有伊朗人的钱，我们不可能有那么多的资金来给以色列建造前沿的武器防御系统和设备。